# حبيب جورجي
حبيب جورجي (22 مارس 1892 - 22 أكتوبر 1964) هو فنان تشكيلي مصري.

## حياته ونشأته
درس بكلية المعلمين ليتخصص فى تدريس الرياضيات ثم غير اتجاهه وبدأ يتخصص فى تدريس الرسم 1915.

## مسيرته
- قام بالتدريس فى مدرسة المعلمين العليا وتدرج بها حتى وصل الى عميد ثم مفتش الرسم والتربية الفنية .[4]
- تأسيس جمعيات الرسم بمدرسة المعلمين ثم بمدارس كثيرة بمصر وتشجيعها .[5]
- تأسيس جمعية الرعاية الفنية عام 1936 وجمعية الرسم بالالوان المائية.[6]
- تجربة الفن التلقائى عند الاطفال من 1939 حتى 1951 .[7]
- الموسوعات المحلية و العالمية المدرج فيها اسم الفنان
- كتاب 50 سنة من الفن تأليف رشدى اسكندر وكمال الملاخ ـ دار المعارف 1962 .
- كتاب 80 سنة من الفن لرشدى اسكندر وكمال الملاخ وصبحى الشارونى عام 1992 .
- أسس جماعة الرسم بالألوان المائية ثم جماعة الدعاية الفنية فى الثلاثينات التى أصدرت لرمسيس يونان كتابه غاية الرسام العصرى ثم انهمك بعد ذلك فى تجربة الفن التلقائى عند الأطفال التى استغرقت 12 عاما من حياته واستخلص منها نتائج تربوية غيرت مناهج تدريس التربية الفنية فى العالم وتتلخص نظريته فى أن كل الأطفال عندهم القدرة على التعبير بالشكل وإن التطور الحضارى للجنس البشرى مختزل فى أعماق عقلية الطفل فإذا أخذ فرصته فى التعبير الفنى بدون أى إملاء خرج هذا المخزون فى أعماله الفنية وبعد أن يصل الطفل الى سن المراهقة فإنه يتجه الى النقل الحرفى عن الواقع ويتوقف عن إخراج هذا المخزون - انصرف حبيب جورجى عام 1939 الى تجربة الفن التلقائى عند الاطفال عندما عزل مجموعة منهم فى سن السابعة بعيداً عن المؤثرات الحضارية والتعليمية واكتفى بتعليمهم دروس الكتابة والقراءة وأعطاهم خامات الإنتاج الفنى ثم اكتفى بمتابعة التجربة حتى عام 1951 عندما نشر نتائج هذة التجربة فتغيرت طبقا لذلك مناهج الرسم وتحولت الى تربية فنية.[8]

## معارض
- معارض باليونسكو - لندن .
- معرض احياء ذكرى رائد الفن حبيب جورجى بقاعة بيكاسو 2000 .
- معرض حبيب جورجى مع تلاميذه وابنته بمجمع الفنون 2001 .
- معرض مدرسة حبيب جورجى بقاعة محسن شعلان بمتحف الفن المصرى الحديث نوفمبر 2015.
- معارض جماعة الرعاية الفنية بمصاحبة معرض صالون القاهرة السنوى فى الثلاثينات .
- المعرض التكريمى الرابع للفنانين الذين ولدوا خلال يناير ، فبراير ، مارس ابتداء من 1888 وحتى 1935 بقاعة أبعاد بمتحف الفن المصري الحديث أبريل 2006 .